# Pfronstetten
Pfronstetten ist eine Gemeinde im Landkreis Reutlingen in Baden-Württemberg.

## Geografie

### Geografische Lage
Pfronstetten liegt auf der Schwäbischen Alb, etwa 25 Kilometer südlich von Reutlingen.

### Nachbargemeinden
Folgende Städte und Gemeinden grenzen an die Gemeinde Pfronstetten, sie werden im Uhrzeigersinn beginnend im Norden genannt und gehören zum Landkreis Reutlingen sowie den Landkreisen Biberach¹ und Sigmaringen.²
Hohenstein, Hayingen, Zwiefalten, Langenenslingen¹, Gammertingen² und Trochtelfingen.

### Gemeindegliederung
Zur Gemeinde Pfronstetten mit den bis zur Gemeindegebietsreform in Baden-Württemberg selbstständigen Gemeinden Aichelau, Aichstetten, Geisingen, Huldstetten und Tigerfeld gehören insgesamt sieben Dörfer und Höfe. Zu den Gemeindeteilen Aichelau, Aichstetten, Geisingen, Huldstetten und Pfronstetten gehören jeweils nur die gleichnamigen Dörfer. Zum Gemeindeteil Tigerfeld gehören das Dorf Tigerfeld und der Hof St. Georgenhof.
Im Gemeindegebiet liegen mehrere abgegangene Orte: Die beiden Orte Höfle und Niklausenweiler im Gemeindeteil Aichelau. Niklausenweiler wurde Ende des 18. Jahrhunderts als Ziegelhütte erbaut, bestand jedoch nicht lange, der Ort war nach dem Abt Nikolaus von Zwiefalten benannt. Im Gemeindeteil Pfronstetten liegen die Wüstungen Hendelheim oder Hendenheim – der Ort wurde 1352 als Hendenhain erwähnt, der Ortsname ist noch als Flurname erhalten –, Schäfbuch – der Ort wurde im 11. und 12. Jahrhundert als Schefbuoch und Scepbouch erwähnt – und Wolfriedeshalden, das im 11. Jahrhundert als Wolfridushaldun Erwähnung fand.

### Schutzgebiete
Pfronstetten hat insgesamt 15 zumeist kleinere Landschaftsschutzgebiete. Zumeist handelt es sich um frühere Schafweiden und Wacholderheiden(-reste). Die Gebiete werden unter den Bezeichnungen Hinter Gleinsgelesberg, Klessenbergtrieb, Fuchslochhalde, Ruckenhalde, Steighalde, Vöhrensteig, Maientäle, Ehestetter Buckel (Schaiwiesen), Sommerschafweide hinter Feilhau, Sommerschafweide in Zwiesel und Au, Sommerschafweide auf Hungermauern, Öde am Schloßburren, Sommerschafweide im Buch, Sommerschafweide am Tobelburren, Birkenweide ob der Warth, Sommerschafweide Kleiner Kapf und Tal, Sommerschafweide im Heinach und Sommerschafweide am Fetzenried geführt. Die Gemeinde hat zudem Anteil am FFH-Gebiet Glastal, Großer Buchwald und Tautschbuch

## Geschichte

### Frühe Geschichte
Graf Heinrich von Veringen verkaufte 1287 dem Kloster Bebenhausen ein Gut zu Tigerfeld. 1297 schenkte er gemeinsam mit seinem Sohn Wolfrad dem Kloster Bebenhausen weitere Güter in Tigerfeld.
Im Laufe des Spätmittelalters und der frühen Neuzeit kam das gesamte Gebiet der heutigen Gemeinde in den Herrschaftsbereich der Reichsabtei Zwiefalten.
Im Deutschen Bauernkrieg kam es zu einem Scharmützel bei Tigerfeld.

### 19. Jahrhundert
Im Jahre 1803 fiel das Gebiet durch die Säkularisation, die im Reichsdeputationshauptschluss festgelegt worden war, an das Kurfürstentum Württemberg, aus dem 1806 das Königreich Württemberg hervorging. Aus dem Territorium der Reichsabtei Zwiefalten wurde zunächst das württembergische Amt Zwiefalten gebildet, das wenige Jahre später im Oberamt Münsingen aufging.

### 20. Jahrhundert
Seit 1934 gehörte das Gebiet zum Kreis Münsingen, aus dem durch die Kreisreform während der NS-Zeit in Württemberg 1938 der neu gefasste Landkreis Münsingen hervorging.
Im Ortsteil Tigerfeld wurden 1942 von der Stapoleitstelle Stuttgart zwangsweise jüdische Seniorinnen und Senioren bis zu ihrer endgültigen Deportation ins Konzentrationslager Theresienstadt untergebracht.
Im Jahre 1945 wurde das Gebiet Teil der Französischen Besatzungszone und kam somit zum Nachkriegsland Württemberg-Hohenzollern, welches 1952 im Bundesland Baden-Württemberg aufging.
Seit der Kreisreform von 1973 ist das Gebiet Teil des Landkreises Reutlingen.
Die heutige Gemeinde wurde am 1. Januar 1975 im Zuge der Gebietsreform in Baden-Württemberg durch Vereinigung der Gemeinden Pfronstetten, Aichelau, Aichstetten, Geisingen, Huldstetten und Tigerfeld neu gebildet.

### Einwohnerentwicklung
Die Einwohnerzahlen sind Volkszählungsergebnisse (¹) oder amtliche Fortschreibungen des Statistischen Landesamtes (nur Hauptwohnsitze).
| Datum                | Einwohner |
| -------------------- | --------- |
| 1. Dezember 1871 ¹   | 1.565     |
| 1. Dezember 1900 ¹   | 1.512     |
| 1. Dezember 1925 ¹   | 1.459     |
| 17. Mai 1939 ¹       | 1.248     |
| 13. September 1950 ¹ | 1.503     |
| 6. Juni 1961 ¹       | 1.364     |
| 27. Mai 1970 ¹       | 1.364     |
| 25. Mai 1987 ¹       | 1.354     |

| Datum             | Einwohner |
| ----------------- | --------- |
| 31. Dezember 1990 | 1.506     |
| 31. Dezember 1995 | 1.602     |
| 31. Dezember 2000 | 1.568     |
| 31. Dezember 2005 | 1.567     |
| 31. Dezember 2010 | 1.540     |
| 31. Dezember 2015 | 1.485     |
| 31. Dezember 2020 | 1.511     |

## Religion
Pfronstetten und seine heutigen Ortsteile waren aufgrund der Zugehörigkeit zum Gebiet der Reichsabtei Zwiefalten nach der Reformation katholisch geblieben.
Sie gehören zur Seelsorgeeinheit Zwiefalter Alb im Dekanat Reutlingen-Zwiefalten.
Seit dem 19. Jahrhundert und vermehrt nach dem Zweiten Weltkrieg zogen auch evangelische Bewohner zu, sodass in Pfronstetten eine eigene evangelische Kirchengemeinde gebildet wurde. Sie wurde anfangs durch den Pfarrer aus Zwiefalten, dann von Bernloch aus mit betreut. 1925 wurde die damalige Filialkirchengemeinde Pfronstetten zusammen mit den Ortsteilen Aichelau und Aichstetten der Gemeinde Pfronstetten sowie dem Stadtteil Wilsingen der Stadt Trochtelfingen vom Pfarramt Bernloch dem Pfarramt Ödenwaldstetten zugeordnet. Von 1972 bis ca. 2018 bildete die Kirchengemeinde Pfronstetten mit der Kirchengemeinde Ödenwaldstetten die Gesamtkirchengemeinde Ödenwaldstetten, nun aber ist man in der evangelischen Kirchengemeinde Ödenwaldstetten-Pfronstetten vereint.

## Politik

### Gemeinderat
Der Gemeinderat besteht aus den 12 gewählten ehrenamtlichen  Gemeinderäten und dem Bürgermeister als Vorsitzendem. Der Bürgermeister ist im Gemeinderat stimmberechtigt. Gemäß der Hauptsatzung der Gemeinde sind durch die Unechte Teilortswahl für jeden Ortsteil 2 Sitze vorgesehen. Pfronstetten ist eine der Gemeinden, in denen der Gemeinderat nach dem System der Mehrheitswahl gewählt wird. Dies bedeutet, dass nur eine Liste (Bürgerliste Pfronstetten) aufgestellt wird und diejenigen Bewerber, die die meisten Stimmen erhalten, gewählt sind. Bei der Mehrheitswahl kann zusätzlich jede wählbare Person auf dem Stimmzettel dazugeschrieben werden. Die Wahlbeteiligung bei der Kommunalwahl am 9. Juni 2024 lag bei 82,67 % (2019: 75,81 %).

### Bürgermeister
Der Bürgermeister wird für eine Amtszeit von acht Jahren gewählt.
- 1975–2003: Hans Seibold
- 2003–2004: Stefan Horn (* 1972 – tödlich verunglückt am 9. Juni 2004)
- 2004–2008: Michael Waibel (vorzeitig in den Ruhestand versetzt)
- 2008–2024: Reinhold Teufel (CDU)
- seit 2024: Manuel Maier

Bürgermeister ist seit dem 26. September 2024 Manuel Maier. Er wurde am 7. Juli 2024 mit 89,8 Prozent der Stimmen gewählt.

### Wappen
| Wappen der Gemeinde Pfronstetten | Blasonierung: „In Rot drei schräg aus dem Unterrand wachsende silberne (weiße) Ähren, die einen schräglinks aus dem Unterrand emporkommenden goldenen (gelben) Abtsstab mit nach vorne geöffneter Krümme überdecken.“ |
| Wappen der Gemeinde Pfronstetten | Wappenbegründung: Die am 1. Januar 1975 durch Vereinigung von Aichelau, Aichstetten, Geisingen, Huldstetten, Pfronstetten und Tigerfeld gebildete neue Gemeinde Pfronstetten führt ein Wappen, dessen Figuren auf historische Gemeinsamkeiten aller ihrer Ortsteile hinweisen. An deren ehemalige Zugehörigkeit zum Kloster Zwiefalten erinnert der Abtsstab, während sich die Ähren auf die bäuerlichen Traditionen der sechs Orte beziehen. Das Landratsamt Reutlingen hat das Wappen – gemeinsam mit der Flagge – am 17. Februar 1976 verliehen. |

Wappen der ehemaligen Gemeinden

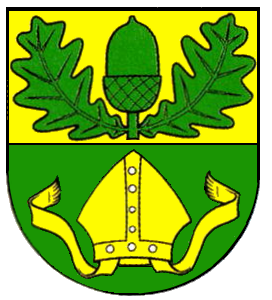
Aichelau
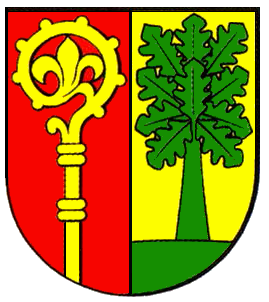
Aichstetten
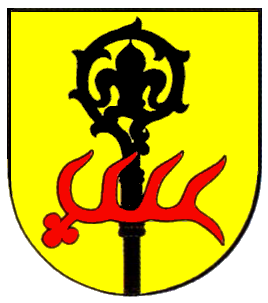
Geisingen
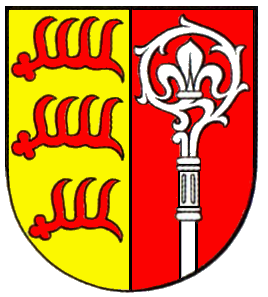
Huldstetten
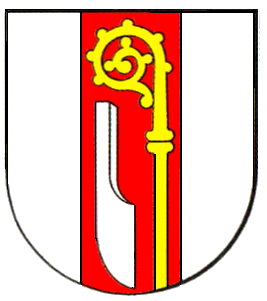
Pfronstetten (alt)
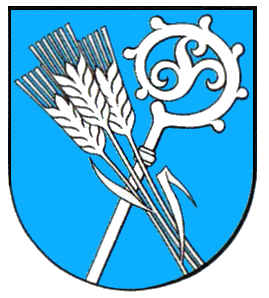
Tigerfeld

## Kultur und Sehenswürdigkeiten

### Bauwerke
- Evangelische Christuskirche: Aus dem wachsenden Bedürfnis nach einem Schulhaus und Betsaal heraus konnte 1939 in Pfronstetten ein eigenes Gebäude, schließlich Christuskirche genannt, erbaut werden. Der Wunsch nach einer sakraleren Gestaltung des Kircheninnenraumes in den 90er Jahren führte zur künstlerischen Neugestaltung der Kirchenfenster durch Ursula Nollau aus Zwiefalten.[12] Die Fenster illustrieren zentrale Ereignisse der biblischen Heilsgeschichte und lassen dabei Altes und Neues Testament zu Wort kommen.
- Im Wald von Pfronstetten befindet sich an geschichtsträchtiger Stätte die Sattlerkapelle. Sie zeugt von der ehemaligen Einsiedelei und den Marienverehrungsort an historischer Stätte. Hinzu kommen noch der Felsengarten von dem Felsblock und Kreuz „auf dem Sattler“.[13]
- Pfarrhaus im Teilort Tigerfeld, ehemals Sitz eines Zwiefaltener Konventualen und zeitweise auch Sommerresidenz der Zwiefaltener Äbte, 1737 erbaut. Das große Wappen über der Tür trägt die Initialen „AAZZ“ für „Augustin Abt zu Zwiefalten“. Es verweist auf den Zwiefaltener Abt Augustin Stegmüller (geb. 13. Dezember 1666, gest. 22. Mai 1744), der auch den Neubau der Klosterkirche Zwiefalten begann.
- katholische Pfarrkirche St. Stephanus im Teilort Tigerfeld, in der heutigen Form zwischen 1698 und 1709 entstanden, Siehe auch: St. Stephan (Tigerfeld)

### Musik
- Schalmeien Pfronstetten
- Albdorfmusikanten, gegründet am 19. November 1976
- Männergesangverein Aichstetten e. V., gegründet 1924
- Kirchenchor Aichelau
- Kirchenchor Huldstetten-Geisingen
- Kirchenchor Pfronstetten
- Kirchenchor Tigerfeld-Aichstetten
- Männerchor Aichelau
- Waldarbeiterchor Zwiefalter Alb, gegründet am 1. Oktober 1982

### Sport
- TSV Pfronstetten e. V.

### Regelmäßige Veranstaltungen
- Jährliches Pfingstfest des TSV Pfronstetten mit Fußballturnier der Frauen und Mädchen.
- Jährlich am ersten Wochenende im Juli Jugendfußballturnier des TSV Pfronstetten mit mehr als 90 Mannschaften.
- Jährliche Starkbierhockete der Albdorfmusikanten Pfronstetten e. V. am dritten Augustwochenende

## Wirtschaft und Infrastruktur

### Verkehr
Die Bundesstraße 312 führt durch die Ortsteile Pfronstetten, Tigerfeld und Huldstetten und verbindet die Gemeinde im Norden mit Reutlingen und im Süden mit Riedlingen und Biberach an der Riß. Die Ortsteile Aichelau und Aichstetten sind über die Kreisstraßen 6747 und 6748 an die B 312 angebunden, Geisingen über die Landesstraßen 253 und 6742.
Der Öffentliche Nahverkehr wird durch den Verkehrsverbund Neckar-Alb-Donau (NALDO) gewährleistet. Die Gemeinde befindet sich in der Wabe 227.

### Bedeutende Unternehmen
Im Ortsteil Aichelau ist die Firma Paravan ansässig. Sie entwickelt und baut Behindertenfahrzeuge sowie evolutionäre digitale Steuerungs- und Bediensysteme.

## Persönlichkeiten
- Ludwig Stemmer (1828–1908), geboren in Pfronstetten, Arzt und Priester, der in Lauterbach (Schwarzwald) nach 1884 den Fremdenverkehr begründete und zum ersten Ehrenbürger Lauterbachs ernannt wurde
- Anton Koch (1859–1915), geboren in Pfronstetten, römisch-katholischer Theologe, Professor und Universitätsrektor in Tübingen
- Otto Gauß (1877–1970), ab 1914 Pfarrer in Tigerfeld, Organist, Komponist und Musikherausgeber, ab 1931 Diözesanpräses des Cäcilienvereins der Diözese Rottenburg
- Franz Xaver Arnold (1898–1969), geboren und begraben in Pfronstetten-Aichelau, Professor, Hochschullehrer, Pastoraltheologe, Inhaber des Lehrstuhls für Pastoraltheologie an der Universität Tübingen. Die Grabrede bei der Beerdigung in Aichelau hielt der damalige Ordinarius für Dogmatik an der theologischen Fakultät an der Universität Tübingen, Josef Ratzinger, der spätere Papst Benedikt XVI.